# Hospital General y de la Pasión

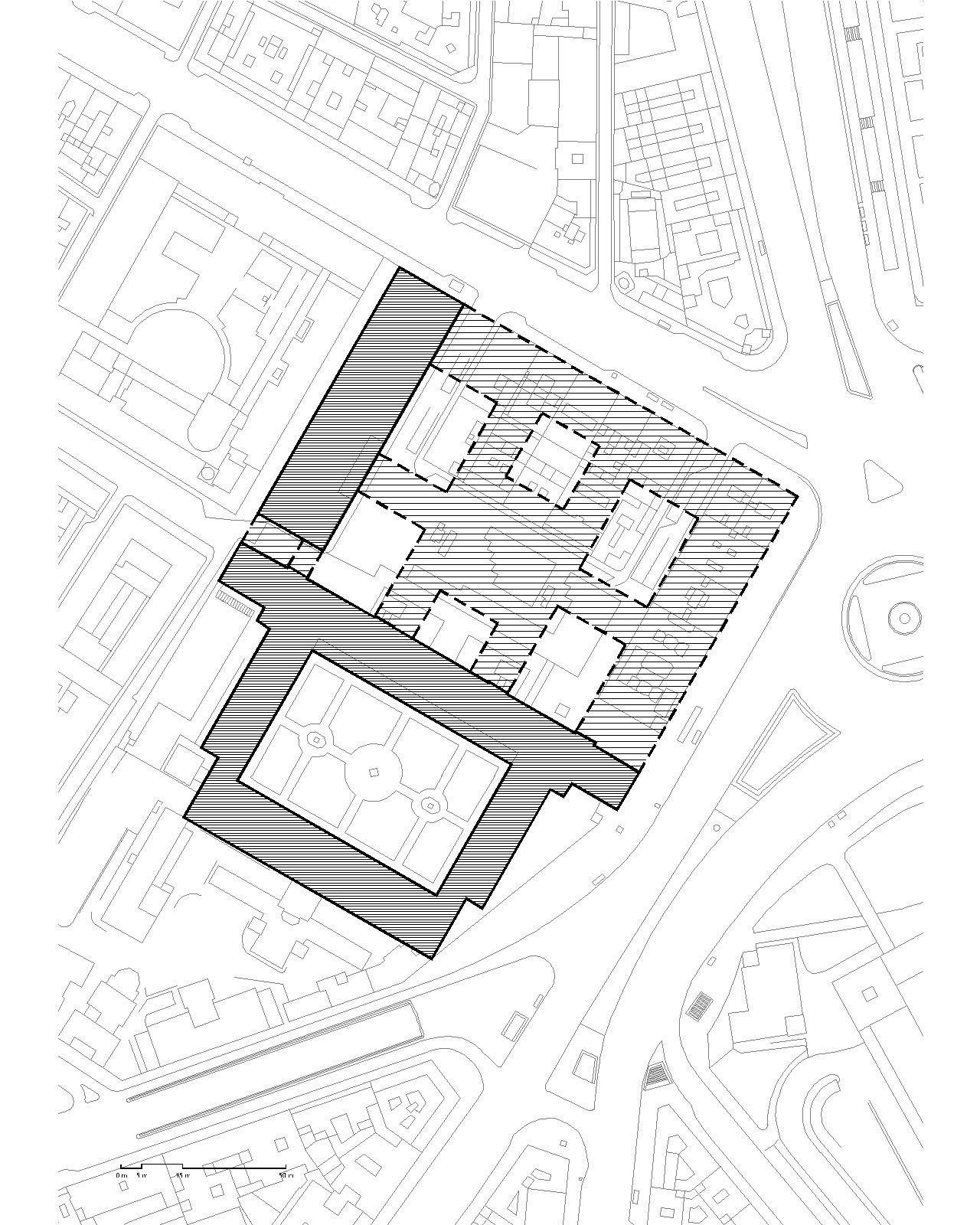
Planta del complejo de edificios que diseñara Hermosilla, la ubicación de la entrada da al final de la calle Atocha, justo enfrente del que fue Cine San Carlos. En el diseño de planta se nota el empleo de espacios rectangulares como división, facilitando las ampliaciones futuras. En la imagen se representa en gris oscuro las partes que se hicieron finalmente, en gris claro lo que nunca se llegó a ejecutar.

El Hospital General de Madrid  (denominado Hospital General y de la Pasión durante los siglos XVII y XVIII y Hospital Provincial de Madrid en los siglos XIX y XX) fue una institución sanitaria ubicada en Madrid (cerca de la calle de Atocha) que estuvo en servicio durante casi más de trescientos años. Su actividad comenzó a inicios del siglo XVII a raíz de la unificación de varios pequeños hospitales de Madrid y finalizó el 1 de octubre de 1965 para acabar siendo rehabilitado en un museo nacional, el Reina Sofía, y conservatorio.

## Antecedentes
En su solar ha habido dos hospitales, el primero denominado Hospitium Pauperum, esbozado por el protomédico Cristóbal Pérez de Herrera en época de Felipe II, que estuvo en servicio hasta que Fernando VI hizo que se derribara. Este monarca apoyó financieramente la construcción de un segundo hospital mediante las trazas del arquitecto militar José de Hermosilla. Este proyecto tuvo posteriormente a otros arquitectos al frente de las obras (como Francisco Sabatini y Juan de Villanueva), a pesar de lo cual nunca se logró finalizar, quedando definitivamente inacabado (a sólo las dos quintas partes del proyecto inicial). La permanente demanda de asistencia sanitaria en Madrid, y los constantes cambios normativos realizados durante este periodo fueron la causa principal de que el edificio no llegara a estar completamente acabado.
A propuesta del catedrático Pedro Custodio Gutiérrez y el Rector Martínez de Bustos, el Consejo de Castilla, el 29 de agosto de 1774, aceptó la creación, en el Hospital General de Madrid, de un nuevo Colegio de Cirugía, similar a los de Cádiz y Barcelona. La propuesta se hizo firme mediante una Real Cédula de Carlos III, de 1780, ratificada en 1783.
El Real Colegio inició sus enseñanzas en el sótano del Hospital General, para luego ubicarse en la planta baja del pabellón lateral que estaba aún en construcción, obra dirigida por Sabatini (en donde, luego, estuvo ubicado el Hospital Clínico y actualmente el Real Conservatorio Superior de Música de Madrid).
El 26 de octubre de 1846 un real decreto de Isabel II permitió habilitar dos salas de la zona norte del viejo hospital, para que los estudiantes de la vecina facultad pudieran realizar sus prácticas. En 1849 el Hospital pasó a depender de la Diputación Provincial de Madrid y cambió su nombre (Hospital Provincial). En 1867 se creó el Hospital de las Clínicas de San Carlos, al ceder la Diputación Provincial el pabellón lateral (de Sabatini) a la Dirección General de Instrucción Pública. Este Hospital desapareció al año siguiente  (con el argumento de que eran muy caras de mantener dichas “Clínicas” y que era la única facultad de medicina de España que tenía hospital propio) hasta que en 1875 se fundó en el edificio el Hospital Clínico de San Carlos. Uno de los primeros historiadores de la institución fue el doctor Gregorio Marañón, al que siguieron otros estudiosos.
A mediados del siglo XX el hospital cesó sus funciones y el edificio quedó completamente abandonado, pasando todas sus actividades en 1965 al que es, a comienzos del siglo XXI, el Hospital Clínico San Carlos ubicado en Moncloa. Tras la solicitud, por parte de varios arquitectos, de su catalogación como monumento histórico artístico, al final se salvó de un posible derribo, gracias a un real decreto de 1977. El 10 de septiembre de 1992 los reyes Juan Carlos y Sofía inauguraron la colección permanente del Museo Nacional Centro de Arte Reina Sofía.

## Historia del hospital
Desde 1499, cuando los Reyes Católicos fundaron el Hospital de Santiago de Compostela, la Corona comenzó la tradición de dedicarse a la evolución de las instituciones sanitarias. En 1566 el rey Felipe II decidió reorganizar los hospitales de las ciudades más pobladas de España, todos ellos muy dispersos geográficamente. En el caso de Madrid muchos de ellos se encontraban ubicados allende el arrabal de Santa Cruz y del barrio de la Latina. Esta solución se había abordado ya en otros países de Europa, y en España existía el precedente de los Reyes Católicos y la agrupación de hospitales en el Hospital General realizada en la ciudad de Valencia en 1512. La decisión de Felipe II de unificación hospitalaria se fundamentaba en una obligación real que había iniciado ya su padre Carlos I por imposición de las Cortes de Segovia. Durante este periodo, de finales del siglo XV a comienzos del XVI, se establecieron numerosos edictos reales de unificación que se fueron diluyendo sin cumplimiento, revelando su ineficacia. Detrás de esta resistencia se encontraba el negocio de las múltiples cofradías y congregaciones que ganaban dinero con limosnas.

### Inicios en la Corte: la agrupación hospitalaria
Antes de que Madrid fuese elegida como capital de la monarquía existían diversos lazaretos ubicados las afueras del núcleo urbano, que habían sido creados a finales del siglo XV (con la excepción de los de San Lázaro y San Ginés, creados en época de dominación islámica). Todos ellos eran al mismo tiempo refugios de indigentes. Su creación y mantenimiento se debía donaciones privadas a congregaciones de religiosos. A finales del siglo XV había quince hospitales en Madrid: de la Corte, Italianos, Santa Catalina de los Donados, la Latina, el de la Merced, el San Ginés, el de la Pasión, Paz, el de Antón Martín, San Lázaro, el de los convalecientes, el de los niños expósitos, el de las niñas huérfanas, el nuevo recogimiento de mujeres y el Hospital General.  
La llegada de la Corte hizo que la población de la ciudad creciese. Esta nueva situación precisaba una mayor asistencia sanitaria, y parece que el ritmo de creación de hospitales no ere suficiente para cubrir la demanda. Esta situación ya fue reconocida por autores contemporáneos como Bernardino de Obregón (fundador de diversas congregaciones sanitarias). Bernardino se hizo cargo posteriormente del que sería el Hospital General (Hospital General de Nuestra Señora de la Encarnación y San Roque) ubicado al final de la carrera de San Jerónimo. El mismo Bernardino murió el 6 de agosto de 1599 en el Hospital General de una epidemia de peste que azotó Madrid. 
Durante el reinado de Felipe II se creó una administración de gobierno única con los antiguos cofrades procedentes de los hospitales extinguidos: la junta de gobierno del nuevo Hospital General y de la Pasión. En 1589 las reglas y constituciones ya se habían redactado y aprobado por el Consejo de Castilla. Los hospitales que cerraron trasladaron sus enfermos masculinos al Hospital General y los femeninos al de la Pasión. La demanda de camas debido a la cantidad de enfermos inició la posibilidad de unir ambos hospitales, mezclando los sexos. Esta posibilidad la negó la Junta en 1591. Durante el siglo XVI y parte del XVII ambos hospitales cambiaron de denominación. El Hospital de la Anunciación de Nuestra Señora recibió la denominación del antiguo albergue de pobres, para denominarse Hospital General de la Misericordia. 
Tan pronto comenzaron a llegar los enfermos de otros hospitales, comenzó a evidenciarse ya el escaso número de camas que poseía el Hospital General. El edificio se encontraba constreñido por uno de sus extremos por la creciente red urbana, y por el ancho paseo del Prado por otro. Desde el establecimiento de la Corte, dicho paseo poco a poco se iba poblando de palacios. La villa de Madrid realizó operaciones de compraventa de las casas ubicadas en la periferia del edificio, operaciones que no resolvían del todo el problema de espacio. La Junta de Hospitales pronto decidió buscar un sitio conveniente para otra sede el Hospital General eligiendo un solar fuera de la cerca.
Las ideas del prolífico protomédico Cristóbal Pérez de Herrera influyeron en la visión de Felipe II acerca de la gestión hospitalaria en las ciudades españolas. A raíz de un encargo real escribió en 1598 un libro titulado Discursos del amparo de los legítimos pobres y reducción de los fingidos, en el que proponía ciertas soluciones para evitar la multitud de hospitales y la confusa idea de sanidad que en ellos se practicaba. Una de las ideas finalmente adoptadas fue la transformación de los hospitales en simples albergues donde las operaciones sanitarias dejaban de realizarse, pasando estas a ser competencia del Hospital General. Estos albergues deberían gestionarse mediante fundaciones y comunidades eclesiásticas elegidas por el Rey. De esta forma se segregaba la caridad de la sanidad. Los pobres, mendigantes y huérfanos se dirigían a estas casas de asilo, albergues y lazaretos. Los enfermos se dirigían al hospital. Este proceso de cambio se planteó en varias etapas, y se puso 1599 como fecha límite para ser adoptado en todo el reino.
Cristóbal Pérez ya en su libro proporcionaba un trazado en planta y alzado del que sería su modelo de Hospital General. Este nuevo edificio tenía considerables dimensiones para poder albergar a muchos pacientes. La ubicación que proponía era cercana al camino real que llevaba a la ermita de la Virgen de Atocha. El solar carecía de edificaciones previas y estaba alejado del núcleo de población.

## Fundación del nuevo Hospital General: Hospitium Pauperum

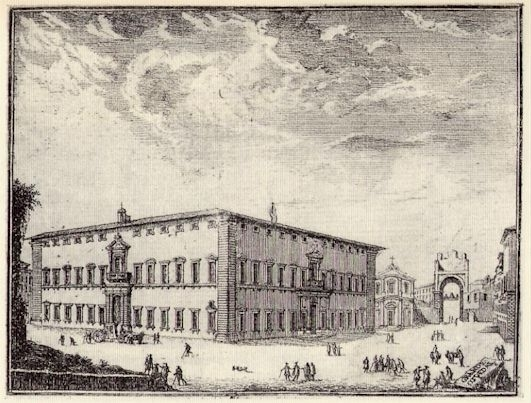
Las trazas del primer edificio se asemejaban al Ospedale Maggiore de Milán, obra de Andrea Calamech.

Las obras de construcción comenzaron el 8 de septiembre de 1596. Se desconoce el arquitecto de esta obra inicial. El diseño era una planta rectangular dividida en cuatro naves perimetrales que iban a parar a cuatro patios interiores. Sus trazas se inspiraban en el Ospedale Maggiore de Milán, obra del arquitecto italiano Andrea Calamech. De la misma forma se encuentran similitudes con la planta del Santo Spirito de Sassia de Roma, lo que hace suponer que el arquitecto que asesoró la construcción de este primer edificio era conocedor de la arquitectura sanitaria italiana. También pudo inspirarse en la traza del Hospital de la Santa Cruz, en Toledo, un siglo anterior a éste. Se conoce la traza de este primer edificio por la existencia de un cuadro pintado en 1643 ubicado en las salas del Castillo de Manzanares el Real y que representa el Hospital desde el punto más alto del cerro de San Blas (hoy en los Jardines del Retiro). Las obras se financiaron inicialmente con varias fuentes como la herencia que dejó el cardenal Gaspar de Quiroga, arzobispo de Toledo y la Junta de Policía. La ejecución se debía realizar en dos fases, en la primera se garantizaba el servicio sanitario de la ciudad, en el segundo se proporcionaba una continuidad.  
El 9 de junio de 1603 se comenzaron a trasladar los enfermos. La iglesia incluida en el grupo hospitalario fue acabada en 1620 y se trasladaron a ella los restos de Bernardino de Obregón. El plano de Teixeira elaborado en 1656 retrata el conjunto de instalaciones existentes en la calle de Atocha. Desde el instante en que se considera acabada la obra de este nuevo Hospital General, la afluencia de enfermos a él fue prácticamente constante. El hospital llegó a tener 17 salas, y cada una de ellas admitía 60 enfermos. Durante este periodo, que va desde la agregación de instituciones hasta comienzos del siglo XVIII, el rector del Hospital tuvo a su cargo la administración de las diferentes casas de hospitalidad, como son la Galera (vecina cárcel de mujeres), los Desamparados, la Casa de Locos y el Hospital de Convalecientes. La documentación administrativa de la época menciona al conjunto como: Hospital General de la Pasión y casas agregadas. El hospital a mediados del siglo XVIII atendía a casi cerca de 14 000 enfermos anuales.  
La existencia de este Hospital General no evitó que se edificaran otros en Madrid, claro signo de que la unificación no llegó a completarse. Algunos de los no agregados prestaban asistencia sanitaria, como el caso del hospital de Nuestra Señora de la Concepción y de la Buena Dicha, el hospital de San Andrés o de los Flamencos, el de Montserrat y el hospital de San Antonio de los Portugueses, aun cuando la competencia sanitaria era exclusiva del Hospital General según el modelo adoptado de Cristóbal Pérez de Herrera. Pese a que financiación del hospital era privada y gozaba de protección real, el balance financiero era negativo lo que obligaba a solicitar limosnas. Cada hospital creado disminuía la cuantía de limosnas que ingresaba el General. Además ninguna de las instituciones deseaba agregarse, ya que eso suponía una pérdida de autonomía, y debían pasar a depender de los exiguos fondos de la Real Congregación de Hospitales. Por esta razón intentaron entorpecer todas las decisiones de la Junta de Hospitales.
El incremento de enfermos ponía constantemente en compromiso la capacidad del hospital, llevando los servicios asistenciales al límite. Las guerras que mantenía el imperio español hicieron que sus estancias se abarrotaran de soldados, siendo además creciente el número de habitantes de Madrid. Entre los compromisos del Hospital se encontraba el de abastecer de carne y alimentos a algunos de los hospicios que tenía a su cargo, por lo que el Hospital General se empobrecía cada vez más. Los gabinetes reales concedían para su financiación sisas realizadas sobre la venta de alimentos, no siendo suficiente. Se llegó a conceder en exclusiva los privilegios de la impresión de la Gramática de Nebrija. Otras fuentes de financiación fueron las rifas de objetos varios donados por particulares.

### Periodo de renovación: construcción de un nuevo edificio

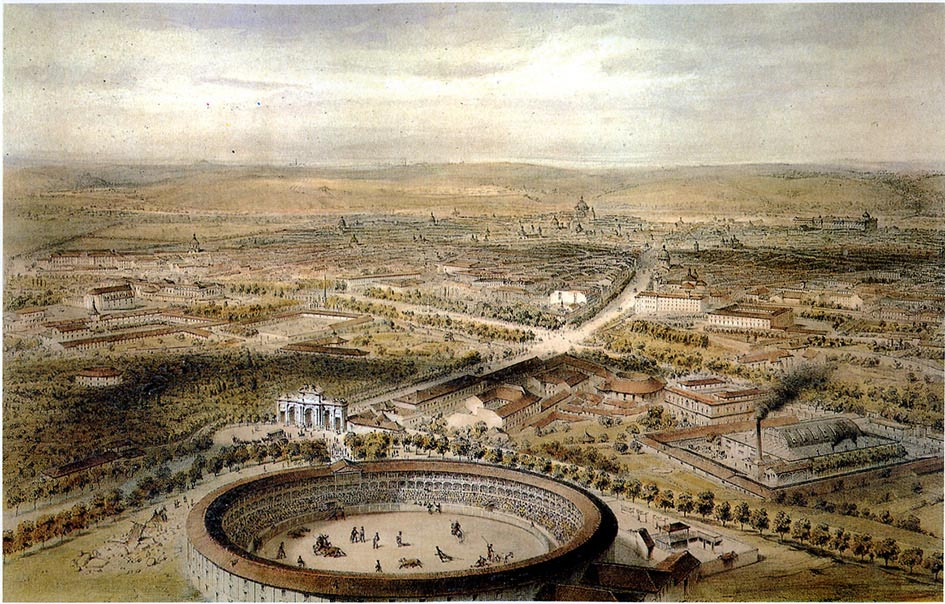
Vista aérea de Madrid mostrando la Puerta de Alcalá y la primitiva plaza de toros. Litografía hacia el año 1854, por Alfred Guesdon. La plaza de toros se encontraba bajo la administración del Hospital General, recibiendo de ella todos sus ingresos.

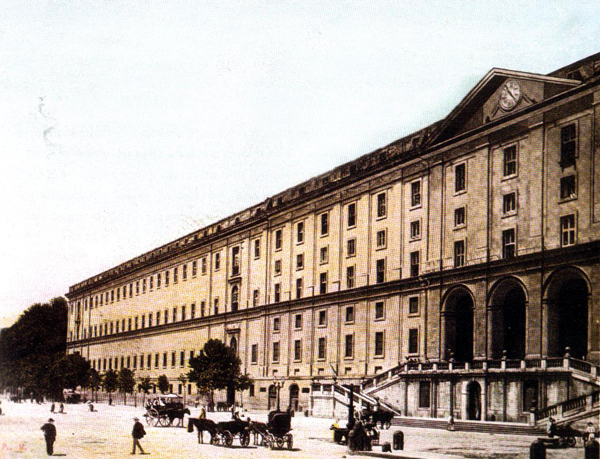
El L'Albergo dei Poveri en el Reino de Nápoles del arquitecto Ferdinando Fuga pudo haber ejercido influencia en el diseño de Hermosilla.

La situación financiera del hospital era tan grave a mediados del siglo XVIII que Fernando VI tuvo que actuar con su gabinete en el hospital. Se incluyó un tesorero que fuese liquidando las deudas contraídas. Con miras a crear una institución automantenida se procuró aumentar el nivel de ingresos y para ello se inició otro intento de agrupamiento de hospitales en 1749 que resultó igualmente infructuoso. Finalmente se hizo dependiente el hospital del Consejo Real de Castilla, quedando a cargo de dos superintendentes: Pedro de Cevallos y Juan Lorenzo del Real. Se decretó que los ingresos de la recién edificada plaza de toros de Alcalá, obra del arquitecto Juan Bautista Sachetti y con aforo de 12.000 personas, pasaban a ser gestionados por el Hospital General. El ingreso por corridas de toros financió muchos hospitales generales de España durante mediados del siglo XVII. Este medio de financiación generó ingresos al Hospital, hasta que a mediados del siglo XVIII quedó reducido a la anual corrida de beneficencia. En 1754 se había elaborado un decreto por el cual se creaba la Real Congregación de Hospitales, asignándose a ésta el encargo de construir el Hospital General de Madrid.
La Junta de Gobierno de esta época se componía de un Hermano Mayor, veinticuatro consiliarios, una veintena de seglares y eclesiásticos. La atención de un médico o cirujano iba acompañada siempre de un aprendiz. El periodo del reinado de Fernando VI fue de renovación y esplendor en el Hospital. La situación de ingresos se modificó bastante a la muerte del monarca. Con el dinero existente en las arcas, la Junta decidió construir un nuevo edificio. El presupuesto inicial se fue en la compra y adquisición de solares adyacentes a Atocha. La edificación comenzó en 1755 y los problemas financieros interrumpían constantemente las obras. Todo ello hizo que la Junta eligiera a José de Hermosilla como director de las mismas, encargándole realizar un doble hospital para hombres y mujeres. El estilo que imprimió a la obra es claramente de influencia herreriana, aunque otros autores han encontrado similitudes entre la obra de Hermosilla y la de Ferdinando Fuga en L'Albergo dei Poveri en el Reino de Nápoles (el propio Hermosilla habría sido ayudante de Ferdinando). Otras posibles inspiraciones investigadas han sido L'Ospedale di San Michele o el antiguo Hospital de Marina de Cartagena, obra del ingeniero Sebastián Feringán. El arquitecto Ventura Rodríguez se presentó también al concurso de este proyecto, y defendió su propuesta con el apoyo del conde de Miranda. Finalmente fue rechazado por ser considerado poco funcional. A cargo de la comisión de obras se encontraba Juan de Goyeneche, entre otros. 
El primer trazado del Hospital General se mostró a Fernando VI en persona. El proyecto de Hermosilla fue elegido el 29 de febrero de 1756, fecha en la que comenzó simultáneamente la compra de terrenos adyacentes. Entre los primeros terrenos solicitados se encontraban los de los solares que ocupaban el Hospital de la Pasión y la Galera. La Junta creó una comisión dedicada a esta labor de compra de solares. Una de las compras más delicadas fue la que corresponde al corralón de la villa, lugar donde el Ayuntamiento de la Villa guardaba los gigantones y las tarascas. Para ello se tuvo que adquirir otro local de similares características y trocarlo por canje. Durante este lento proceso de adquisición de locales falleció Fernando VI. Las obras, no obstante, habían dado comienzo con el protocolario acto de tira de cuerdas el 1 de marzo de 1758. Se comenzaron las obras de desmonte para nivelar los terrenos, la excavación de zanjas, el levantamiento de muros perimetrales, la construcción de los depósitos de agua y de los pozos de nieve. El abastecimiento de agua fue un problema desde el principio, solicitando finalmente a los Cinco Gremios Mayores el uso de los depósitos que existían en el paseo de las Delicias. José de Hermosilla tuvo durante estos años dedicación total al proyecto, renunciando a los cargos administrativos que poseía en otras zonas de Madrid, entre ellas el cargo de director de Arquitectura de la Real Academia de San Fernando. El problema financiero estuvo presente durante los inicios de las obras, ya que la muerte de Fernando VI no dejó un gobierno municipal con demasiados intereses en la construcción de un costoso hospital. La obra, a pesar de todo, continuaba y dejaba tras de sí una gran deuda. 
El plano de Espinosa, de 1769, ya contiene detalles en planta y distribución de los elementos principales de la construcción. Es posible que el propio Hermosilla participara en la configuración del Plano General de Madrid. En él se puede observar como el conjunto de edificios previsto tenía una iglesia, que se tuvo que modificar el diseño inicial por presentar problemas de estabilidad. El Plano General de Madrid de 1769 muestra como el complejo de edificios tiene su entrada al final de la calle de Atocha (enfrente del que fue Cine San Carlos). La planta del edificio se componía de un cuadrado (Quadro Grande) que daba a la calle Atocha, y un rectángulo posterior (denominado Patio Grande). Este espacio posterior, dedicado al acomodo de las enfermerías, corresponde en la actualidad al Museo Reina Sofía. El edificio reunía a hombres y mujeres en salas claramente separadas, con dedicación de área de planta mayor a hombres que a mujeres (dos tercios de los ingresos en el Hospital General eran masculinos).

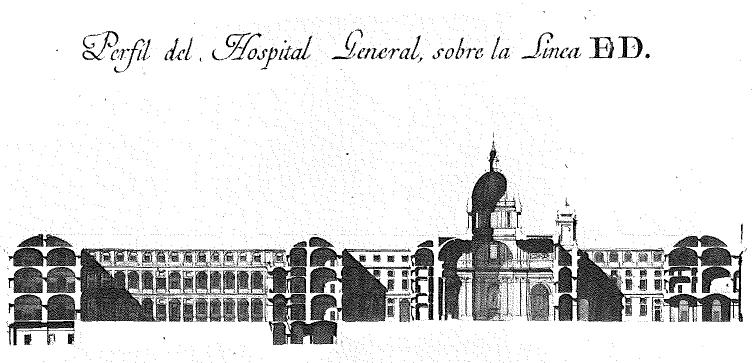
Perfil longitudinal del Hospital General de Atocha con el diseño de Hermosilla.

Carlos III fue proclamado rey en Madrid el 11 de septiembre de 1759. En diciembre entró en Madrid. Se encontró un Hospital General a medio construir y con una situación financiera muy lamentable. Los primeros intentos de reactivación del nuevo monarca surgieron en enero de 1760 creando una nueva ordenanza. En ella establecía en nueve el número de médicos, seis dedicados al Hospital General y tres al vecino de la Pasión. Durante el reinado de Carlos III se modificó la zona, se construyeron en las inmediaciones del Hospital el jardín botánico (en el Paseo del Prado) y el Real Observatorio (en el cercano cerrillo de San Blas). Para financiar la continuidad de las obras fue necesario fijar parte de los impuestos de tabacos y de lotería (concesión que se mantuvo hasta el reinado de Carlos IV). Francisco Sabatini asesoró en varias ocasiones a la Junta en la toma de decisiones acerca de la estrategia constructiva a medio plazo, concretamente aconsejó la realización de más pabellones. El proyecto recibía siempre financiaciones por debajo de sus gastos, lo que hizo que el proyecto no llegara a su finalización definitiva. Hermosilla fue destituido el 19 de abril de 1769 en favor de Sabatini, por decisión mediante votación de la Junta. Unos años después (1776) Hermosilla falleció en Leganés sin lograr ver el proyecto terminado.  
En 1796 se demolieron las últimas edificaciones del ala de la calle del Niño Perdido. Las obras habían comenzado años antes en la zona denominada Patio Grande (actual museo). En 1781 ya había ochocientas camas en servicio en el Patio Grande, que junto con el ala del Niño Perdido hacía más de un millar de camas en total. Carlos III aprobó que parte de los beneficios de la Real Lotería fuera dedicada a la financiación del Hospital (esto suponía unos 100.000 reales anuales). La obra bajo la dirección de Sabatini tuvo una mejor marcha gracias a los apoyos reales. Durante este periodo constructivo se hubo de solucionar el pequeño aforo del camposanto. A partir del año 1773 fue necesario demoler el viejo Hospital e ir trasladando los enfermos a las nuevas instalaciones. Los primeros afectados fueron los que se encontraban en La Galera. La interrupción de las obras debido a los impagos eran frecuentes; mediante créditos concedidos por la corona se fueron resolviendo algunos de los paros. Estas situaciones generaron tensiones en la Junta, en las que tuvo que mediar el propio Sabatini. En 1779 comenzaron las obras del tejado de las enfermerías del Patio Grande. No faltaron los problemas como el desplome de una bóveda al ser descimbrada. Un año después se produjo un incendio en las obras que afectó a una gran parte de las estructuras. Pese a todas las desavenencias, se pudo completar con éxito la primera fase de las obras.

### Finalización de la primera fase
En 1780 ya se había finalizado parte de las obras de la primera fase. Correspondían al Patio Grande, y correspondían a la posición más meridional del conjunto hospitalario. Esto suponía una cuarta parte de lo previsto inicialmente en el proyecto de Hermosilla. Quedaban a medias las crujías del denominado ala del Niño Perdido (hoy en día Real Conservatorio Superior de Música de Madrid). Las fuentes del interior del patio se colocaron en 1781, y se empleó en su realización piedra de Colmenar de Oreja. Este mismo año se reinició la segunda fase del proyecto a cargo de Sabatini, justo cuando se dedicaba a otros proyectos en Madrid, como la Puerta de Alcalá. Entre las realizaciones de esta época se encuentran una nueva botica y un anfiteatro anatómico.
Existen varios planos del Hospital General dispersos en varios museos nacionales europeos, algunos de ellos (los del Centre historique des Archives nationales París) datan de 1787. El problema para los historiadores es que los planos no están firmados. Y algunos autores afirman que se trata de las modificaciones de Francisco Sabatini a los diseños de José Hermosilla. Los trece planos del edificio se encuentran en el Archivo del Palacio Real, la colección existente en el Centre historique des Archives nationales y la Bibliothèque nationale de Francia ambos en París, y el Österreichische Nationalbibliothek de Viena. Se sabe que José de Hermosilla a petición de la Junta solicitó en 1758 la ejecución de una maqueta arquitectónica realizada en madera de pino con el objeto de poder comprender y hacer más gestionable las obras del inmenso conjunto de edificios. Entre los viajeros que visitaron las instalaciones del Hospital General y de la Pasión se encontraban el filántropo británico John Howard (considerado precursor de la defensa de los derechos humanos) que mencionó como exclusivo de este nosocomio que cada enfermo poseyera una cama. El italiano Antonio Conca (1746-1820) visitó España en 1793 y destacó la calidad de los servicios del Hospital que se encontraba en construcción. De la misma forma el proyecto del Hospital influyó a otros arquitectos de la época.  

#### Vocación formativa del Hospital
La vocación formativa del hospital comenzó en 1701 cuando, en el reinado de Felipe V, se le dotó de una cátedra de Anatomía ubicada en los sótanos. El primer profesor fue Joseph Arboleda en 1703, que fue substituido por Pedro Martín Martínez en 1707. Todos ellos eran médicos del hospital y tenían la obligación mínima de despiezar anatómicamente ante sus alumnos unas 12 veces al año. Cuando se creó el Hospital dando el cargo de Hermano Mayor a Juan Lorenzo del Real, se le encomendó la tarea de crear el primer colegio de Cirugía de España siguiendo el modelo de los colegios franceses. Se creó así el Real Colegio de Cirujanos de San Fernando y su recorrido fue corto debido a la oposición del protomedicato y la Real Cofradía de San Cosme y San Damián (gremio de cirujanos y sangradores). Durante el reinado de Carlos III, en 1762, se creó la cátedra de Anatomía Especulativa y se puso al cargo de la misma el doctor Pedro Custodio. En 1786 se iniciaron los trámites para elaborar un plan de cirugía general para los reales hospitales de la península, creándose el Colegio de Cirugía de los Reales Hospitales. Se creó una comisión de doctores para que evaluara la conveniencia de este Colegio en el edificio del Hospital. Los doctores Antonio Gimbernat de Barcelona y Mariano Rivas de Cádiz examinaron el proyecto. El informe de esta comisión se entregó a Sabatini en 1783, como resultado del cual se elaboró una propuesta de edificio en el que residirían los estudiantes y para ello se decidió liberar el espacio que ocupaba el Hospital de la Pasión. Los espacios específicos creados para el funcionamiento del Real Colegio de Cirujanos de San Carlos serían un anfiteatro, la librería, un gabinete, y el laboratorio. La institución nació con independencia del protomedicato y de la Real Junta de Hospitales, pero unida físicamente al Hospital General y de la Pasión. 
Al año de funcionamiento se creó la Escuela de Cirugía Teórico-Práctica en franca competición con el Colegio. Esta Escuela, idea del doctor Josef Iberti, obligaba a una nueva remodelación de espacios en el Hospital. Las obras recayeron bajo la dirección del Ignacio Haan, discípulo de Sabatini, quizás por enfermedad de su tutor. El propio rey Carlos IV se interesó por la evolución de esta nueva cátedra. Las primeras clases de la Escuela General de Medicina se iniciaron el 2 de enero de 1796.
Tras la muerte de Francisco Sabatini fue Juan de Villanueva el arquitecto encargado de las obras del Hospital General y de la Pasión. Las obras continuaban incompletas, faltando más de la mitad de lo ideado inicialmente por Hermosilla. Juan de Villanueva se encontraba en el momento álgido de su carrera cuando fue elegido. No obstante, el periodo en el que se hizo cargo de las obras del Hospital fue de gran penuria económica, no pudiendo evolucionar las obras como se pretendía. Con Villanueva colaboraron los arquitectos Blas de Mariategui y su hermano Vicente Sancho. Cuando Blas solicitó su retirada del puesto en 1805, fue Silvestre Pérez el encargado de las obras. Las obras inacabadas a comienzos del siglo XIX dejaban un complejo hospitalario que constaba realmente de tres: el General Antiguo, la Pasión y las galerías del nuevo hospital (a punto de cumplir el centenario de su inicio). La Junta de Hospitales dio por imposible la realización del proyecto de Hermosilla, fundamentalmente por problemas financieros y por la situación política generada por la invasión francesa. Esta decisión fue importante ya que a partir de este instante el hospital dejaría de estar en construcción para experimentar únicamente mantenimientos ocasionales.

#### Invasión y Guerra de Independencia
La situación del nosocomio se agravó durante la primera década del siglo XIX debido a la situación política generada por la invasión francesa. Durante este periodo sólo se reacondicionaron salas y espacios, no existiendo construcción relevante en el conjunto hospitalario. Durante el periodo de invasión francesa, el 8 de junio de 1810 el rey José Bonaparte decretó que el Hospital General y de la Pasión serviría como hospital militar a las tropas francesas. Esto hizo que los enfermos madrileños allí hospitalizados tuvieran que acomodarse en otras instituciones. La consecuencia de la guerra para el Hospital General fue un ingreso menor de rentas. A pesar de todo el Hospital sufrió un incremento de enfermos durante este periodo, hasta el punto de desbordar su capacidad. Situación que hizo que se desalojaran las mujeres del Hospital de la Pasión, reubicando camas de hombres en dicho hospital. El arquitecto de este periodo fue Silvestre Pérez. 
En 1812 la ocupación francesa del Retiro convirtió la zona en un cuartel de Artillería en el que se ubicaron polvorines. Estos estallaron afectando al Palacio del Buen Retiro. El Retiro se encuentra cercano al hospital, por lo que la Junta solicitó emplear la tejas del antiguo palacio. Al finalizar la contienda, el hospital no tenía fondos nada más que para las urgencias máximas. Esta situación de penuria afectó al Hospital hasta 1820. El clero había perdido desde el comienzo de la actividad protagonismo en la Junta Directiva del Hospital General y de la Pasión, el cual desde las primeras décadas del siglo XVIII era ya dirigido por un seglar. Sus servicios eran atendidos por unos sesenta médicos. 
El edificio aparece bien retratado en el modelo topográfico en escala 1:432 de la ciudad de Madrid, que en 1831 realizó León Gil de Palacio junto a la puerta de Atocha. La ocupación del Hospital a mitad de siglo era de mil quinientas camas repartidas en 24 salas de casi novecientos hombres y seiscientas mujeres. En 1819 la Junta apeló a Fernando VII para que se construyese un edificio que alojase al Colegio de Cirujanos fuera del Hospital General. La decisión fue la de ocupar la trasera del edificio de la Pasión en los solares de la calle Santa Isabel, junto al depósito de agua. El año 1830 quedó decidido que se ubicaría el Colegio de Cirujanos en la zona indicada. Los diseños de este nuevo edificio se habían realizado un año antes por Isidro González Velázquez.

## Segregación del hospital en dos edificios

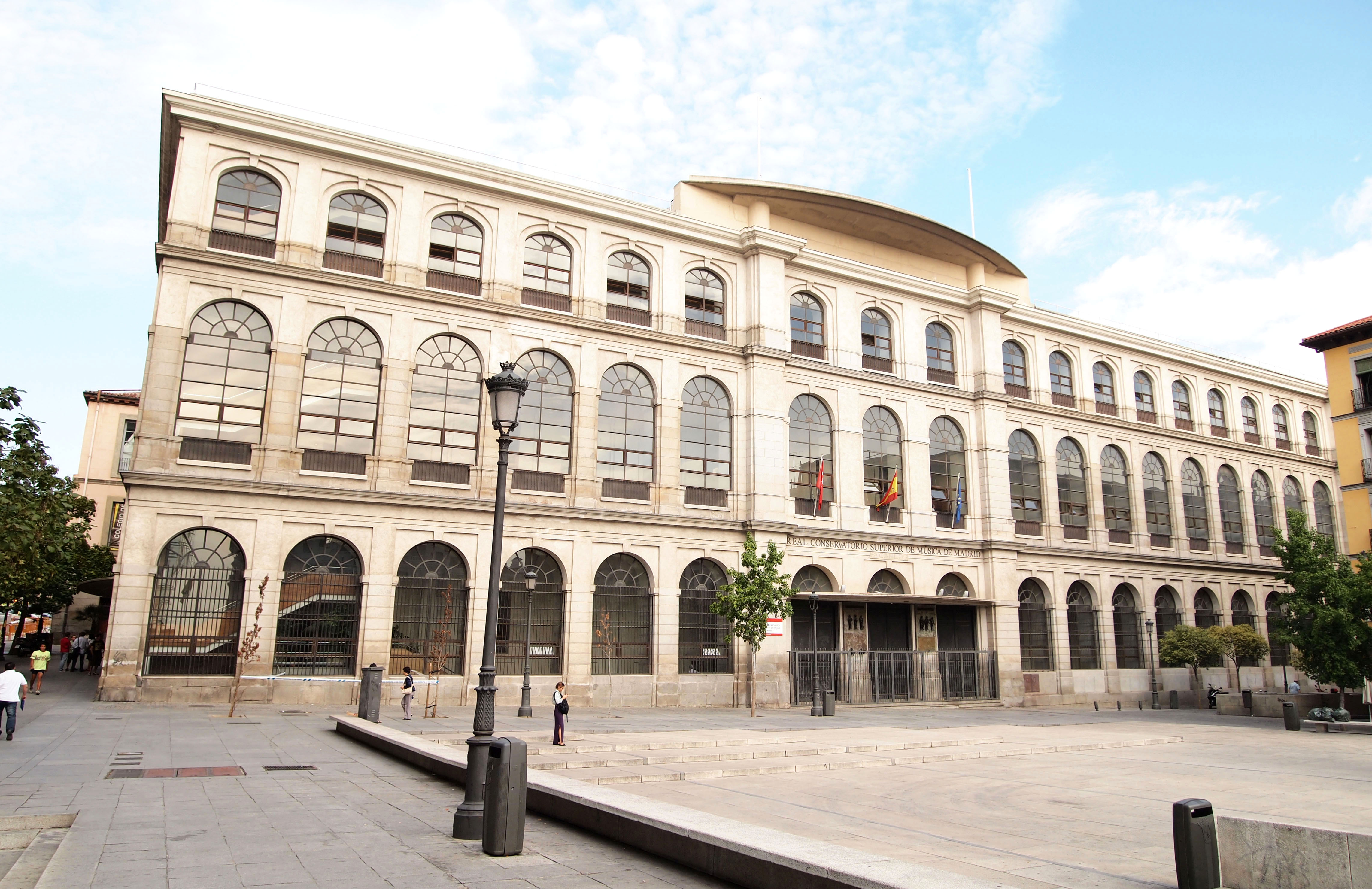
El pabellón norte del viejo Hospital General (actual conservatorio) se convertiría en la sede del Hospital Clínico de San Carlos desde 1875.

Las obras del nuevo edificio anexo para el Colegio de Cirugía comenzaron en 1831, causando el derribo del viejo Hospital de la Pasión y la construcción de un nuevo depósito de agua. A cargo de la obra estuvo el arquitecto Tiburcio Pérez Cuervo. Los problemas financieros hicieron que la obra se prolongase más de una década con innumerables paradas. El arquitecto-ingeniero Francisco Javier de Marietegui fue el encargado de finalizar la obra. Durante el periodo de construcción se había llevado a cabo una profunda reforma del sistema de enseñanza de la medicina. Al poco de ser acabado, y de comenzar sus cursos académicos, se solicitó al Hermano Mayor de la Junta que los alumnos pudieran visitar salas del Hospital para ser destinadas a clínicas. La petición no fue muy bien acogida por los médicos del Hospital que rechazaron su establecimiento. Pese a todo, se acabó tomando la decisión de separar parte del Hospital en un Clínico Universitario en el que se impartieran clases prácticas de medicina. El 26 de octubre de 1846 Isabel II firmó un real decreto de la creación de las salas necesarias a este fin. Fueron finalmente dos salas: la Trinidad y Atocha. Esta decisión dio inicio al Hospital Clínico de San Carlos, que se encontraba ubicado en el interior del edificio del viejo Hospital General. Esta decisión generó gran polémica entre los médicos del nosocomio, enfrentamiento que se extendió por el mundo médico de la época tal y como lo reflejan las cartas a revistas médicas de la época (la Gaceta Médica y el Boletín de Farmacia, Cirugía y Medicina).
El edificio inacabado del Hospital General se desdobló el 16 de agosto de 1859, fecha en la que el arquitecto de la Diputación Provincial de Madrid, Bruno Fernández de los Ronderos recibió encargo de la Junta de Beneficencia para redactar el proyecto que permitiera segregar el ala del Niño Perdido y prolongar la calle de Santa Isabel hasta la ronda de Atocha. El encargo municipal a Bruno se debió, por una parte, a que la incipiente facultad de Medicina madrileña tenía necesidad de disponer de la totalidad del espacio del ala del Niño Perdido. Por otra parte, la construcción del Hospital de la Princesa inaugurado el 23 de abril de 1857 bajo dirección del arquitecto Aníbal Álvarez Bouquel reforzaba al Hospital General de Atocha como equipamiento asistencial de Madrid, y estaba dentro de una nueva política gubernamental que pretendía crear cuatro establecimientos hospitalarios de distrito con capacidad para 500 o 600 enfermos cada uno. Por último, el plan de Ensanche de Madrid, redactado a partir de 1857 por el arquitecto e ingeniero de Caminos Carlos María de Castro, preveía la apertura de la calle de Santa Isabel, rompiendo el ala del Niño Perdido en su contacto con el edificio definido en torno al patio grande del proyecto de Hermosilla. Esta calle discurriría por delante de su fachada norte hasta desembocar frente a la nueva estación de ferrocarril del Mediodía. Esta fachada norte, inacabada y pendiente de resolución desde 1805, sería, en consecuencia, la fachada principal del edificio al que quedaba reducido finalmente el Hospital General. 

### Aparecen otros hospitales en Madrid: el Ensanche

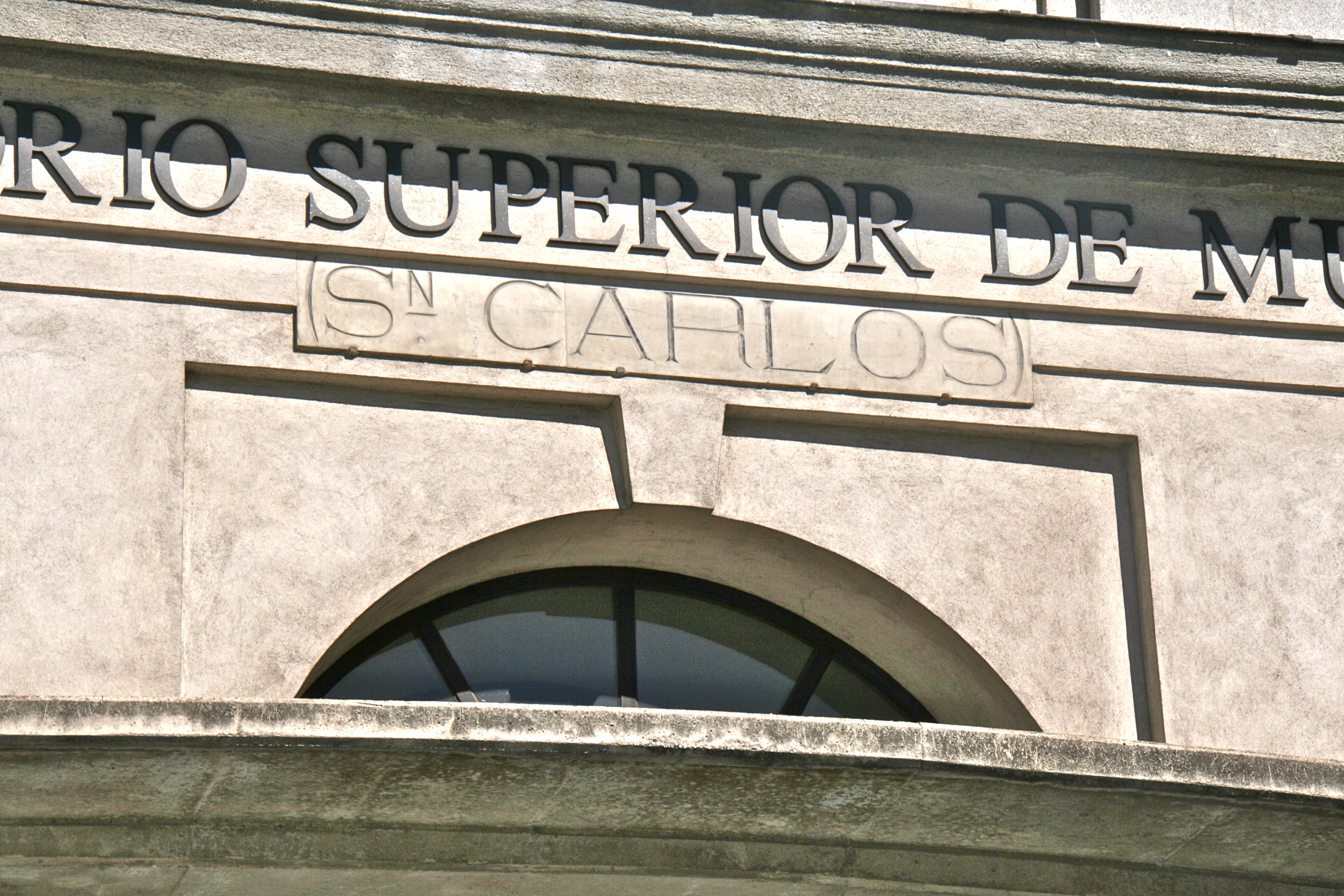
Real Conservatorio Superior de Música de Madrid, mostrando en la portada evidencia de su antiguo origen: el Hospital de San Carlos

El alcalde de Madrid Juan Álvarez Mendizábal dedicó parte de sus esfuerzos a crear otros cuatro hospitales en las afueras. El 22 de febrero de 1852 se publicaba una carta en el Boletín de Farmacia, Cirugía y Medicina en el que se anunciaba que el viejo hospital tendría que compartir su existencia con otros cuatro. Uno de los primeros fue el Hospital de La Princesa. A pesar de ello, el Hospital General, que comenzaba a dejar de serlo, tenía en el mismo edificio dos salas dedicadas al Clínico de San Carlos (facultad de Medicina). La situación era bastante compleja: dos hospitales suponían un mayor gasto. A ello se sumaba la precaria situación financiera que retrasaba el pago de los sueldos del personal sanitario. El hospital poseía un amplio camposanto ubicado en sus cercanías (a lo largo de lo que en la actualidad es la Ronda de Valencia). La venta de terrenos de este camposanto hizo que hubiera ingresos durante algunos lustros. La reforma de Bruno Fernández contempló no sólo la apertura de la calle de Santa Isabel y de las calles que rodean el Hospital, sino también el revoco de la fachada y la demolición de la vieja iglesia del Hospital que estuvo en servicio desde 1620 hasta 1876. El resultado final puede verse en el Plano General de Madrid de Ibánez de Ibero de 1875. Con el tiempo se volvería a conectar el edificio del Colegio de Cirugía con el Hospital mediante una galería acristalada ubicada en el nivel de la planta principal.
El 28 de diciembre de 1860 Bruno presentó su proyecto de prolongación de la calle de Santa Isabel, la segregación del ala del Niño Perdido, propuesta de fachadas, derribo del viejo Hospital de los Austrias y división en solares edificables de parte del suelo liberado. Su memoria del proyecto proporciona información del uso que tenían las dependencias del Hospital General en aquel momento. El 10 de octubre de 1843, el Real Colegio de Cirugía de San Carlos cambiaría su denominación por el de Facultad de Ciencias Médicas, instalándose en el nuevo edificio construido en el solar que ocupara el referido Hospital de la Pasión. El Real Decreto del 27 de agosto de 1875 hacía efectiva la existencia del Hospital Clínico de San Carlos fuera del régimen del Hospital General, siendo propiedad del nuevo Hospital el pabellón segregado el día 1 de enero de 1904. En 1911 siendo ministro Amalio Gimeno y Cabañas, se nombró una comisión para crear una nueva facultad de Medicina, siendo el lugar elegido los solares de la futura Ciudad Universitaria de Madrid. El Hospital Clínico de San Carlos de Atocha no llegaría a cumplir un siglo, ya que justo cuando iba a ser desplazado a la Ciudad Universitaria estalló la Guerra Civil y colocó al edificio del nuevo Clínico en la línea del frente. Al final de la contienda el Clínico estaba destrozado, y tuvo que posponerse el traslado del Hospital de Atocha. 
En 1861 se aprobó el reglamento para la enseñanza de practicantes y matronas, siendo el Hospital General una Escuela Libre de Medicina. En 1868 la revolución gloriosa interrumpió el proceso de transformación en institución de enseñanza suprimiendo por decreto la Clínica de San Carlos. Esta clínica no abriría sus puertas de nuevo hasta 1875. En 1861 el Ayuntamiento de Madrid adquirió la mayoría de los solares que se encontraban adyacentes a la calle de Atocha, y allí se construyeron viviendas en torno a una plaza (que en la actualidad se denomina Sánchez Bustillo).

## El Hospital Provincial de Madrid
Al comenzar el siglo XX Madrid tenía dos grandes hospitales, el General de Atocha y el de la Princesa (el antiguo, en la calle Areneros). Se había planeado la existencia de otros dos más. El edificio del Hospital de Atocha estaba inacabado, y cualquier revisión urbanística de la zona desembocaba en el eterno debate que planteaba su existencia. Fue denominado Hospital Provincial de Madrid a comienzos del siglo XX. Durante la Segunda República se potenciaría el eje Norte-Sur en la Castellana, lo que convertiría la glorieta de Atocha en una zona de intenso tráfico rodado durante las décadas de 1950 y 1960. Los hospitales de Atocha sufrieron la agitación social durante los días 24 y 25 de marzo de 1931 en el que estudiantes de la Universidad Central de Madrid se enfrentaron a la fuerza pública en la Facultad de Medicina. En la refriega muere un guardia civil y un alumno. La huelga estudiantil se extendió por toda España coincidiendo con el comienzo de la campaña electoral para las elecciones municipales. 
Tras el golpe de Estado de 1936, el Hospital General recibió los primeros heridos del sitio del Cuartel de la Montaña. Poco después, el hospital quedó en manos de un comité controlado por el Partido Comunista. Durante la defensa de Madrid el Hospital recibió numerosos impactos procedentes de los bombardeos aéreos que se realizaban sobre la zona, concretamente los más intensos fueros los del 15 de noviembre de 1936. Continuó en funcionamiento dependiendo del Ministerio de la Guerra con la denominación de Hospital Clínico n.º 4. Al finalizar la contienda no fue posible trasladar al Nuevo Clínico de Moncloa por haber quedado en estado de ruina.

## Estado de abandono: rehabilitación y transformación en museo
A mediados del siglo XX entró en funcionamiento la Ciudad Sanitaria Central (denominada por entonces como Ciudad Sanitaria Provincial "Francisco Franco", inaugurada el 18 de julio de 1968), la cual fue recopilando lentamente los servicios sanitarios que durante casi trescientos años había acaparado el Hospital Provincial de Atocha. Esta Ciudad Sanitaria se convertiría con el tiempo en el Hospital General Universitario Gregorio Marañón. El Hospital General fue perdiendo competencias rápidamente, exponiéndose además el edificio a una degradación ambiental severa causada por la existencia de un polémico scalextric (inaugurado en 1968 y demolido entre 1985 y 1986) ubicado en sus cercanías. Los arquitectos Jerónimo Junquera y Estalinao Pérez Pita recibieron el encargo de adecuar las crujías y adaptarlas al Centro de Documentación. Un estudio realizado en 1969 por el arquitecto municipal Fernando Moreno Barberá recomendó su demolición en función del valor de sus terrenos, del poco valor arquitectónico que poseería y del alto coste que suponía su rehabilitación. Ante esta amenaza, Fernando Chueca Goitia a los pocos meses presentó un informe ante la Real Academia de Historia en el que se solicitaba que el edificio fuera clasificado como Monumento-Histórico Artístico. Lo mismo solicitaba otro informe expuesto unos meses después ante la Real Academia de Bellas Artes de San Fernando por Luis Moya y Luis Menéndez Pidal. Estas actuaciones evitaron que el edificio del Hospital Provincial fuera definitivamente demolido en este periodo de desarrollismo. 

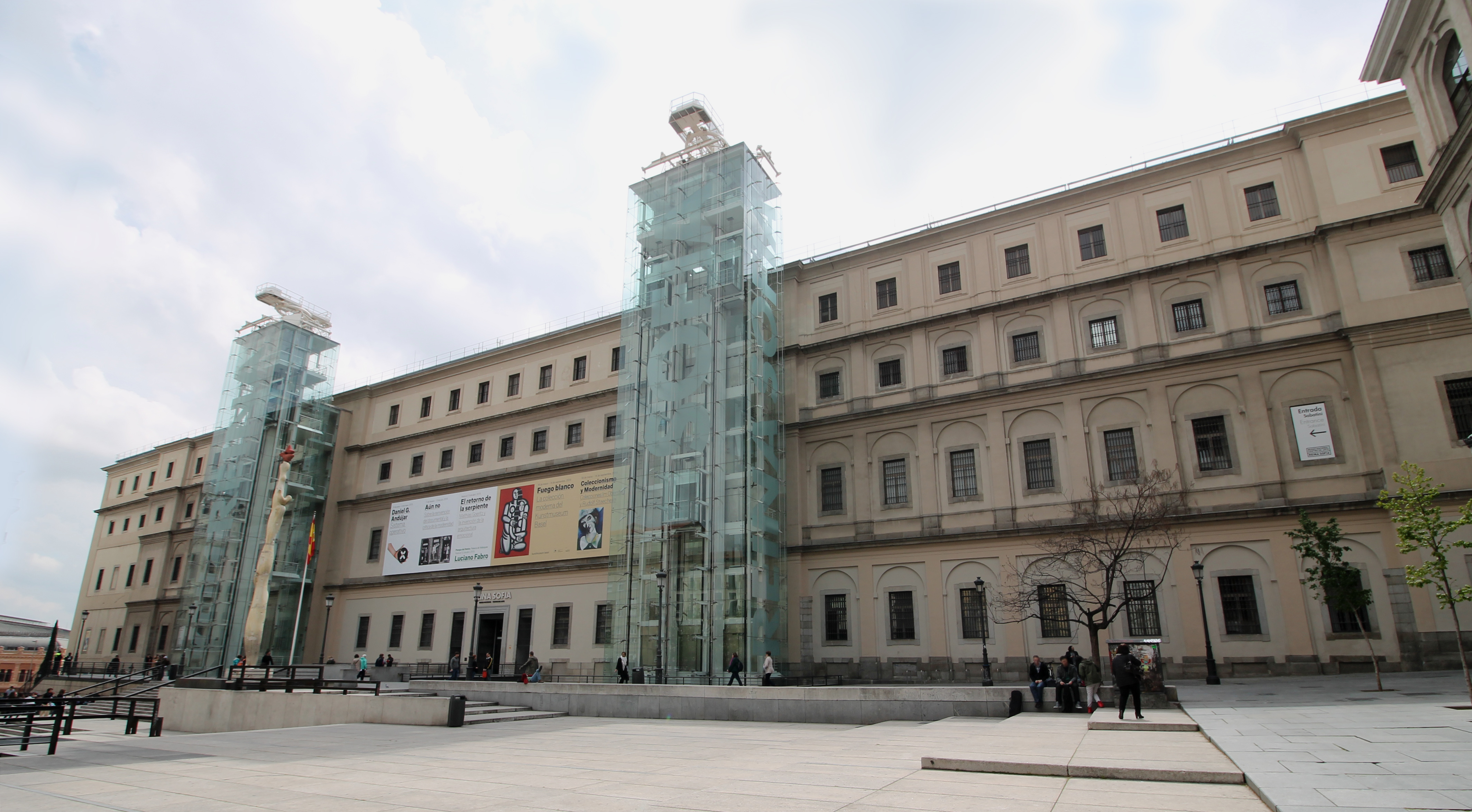
Fachada noreste del MNCARS.

En 1974, el director de Bellas Artes, Joaquín Pérez Villanueva, por encargo del Ministerio de Educación, inició los procedimientos de compra del edificio a las Mutualidades Laborales. Las negociaciones de adquisición finalizaron en 1976 con la compra del edificio por real decreto de 1977. El edificio pasaría a ser propiedad del Ministerio de Educación, alojando diferentes servicios y museos del Estado. Se pensó inicialmente en varias propuestas como Museo del Pueblo Español, un Museo del Teatro, un Museo de Reproducciones Artísticas, etc. Con la dirección del arquitecto Carlos Fernández Cuenca comenzaron en 1980 algunas reparaciones parciales en el edificio, siendo finalmente Antonio Fernández Alba el encargado general de las obras de rehabilitación. La mejora de la fachada coincidió con un proyecto general de rehabilitación de la glorieta de Atocha; se desmontó el scalextric, se ampliaron los accesos a la estación y se colocaron elementos ornamentales como la Fuente de la Alcachofa en una rotonda.   
El 26 de mayo de 1986, con todas las remodelaciones cerradas, se abrió un Centro de Arte en el edificio. A pesar de todas las exposiciones, congresos, proyecciones de cine..., no cumplió las expectativas marcadas inicialmente. El 10 de septiembre de 1992 los reyes Juan Carlos y Sofía inauguraron la colección permanente del Museo Nacional Centro de Arte Reina Sofía.